# Sasa duplicata
Sasa duplicata är en gräsart som beskrevs av Wan Tao Lin och Z.J.Feng. Sasa duplicata ingår i släktet sasabambu, och familjen gräs. Inga underarter finns listade i Catalogue of Life.